# Presley Hart

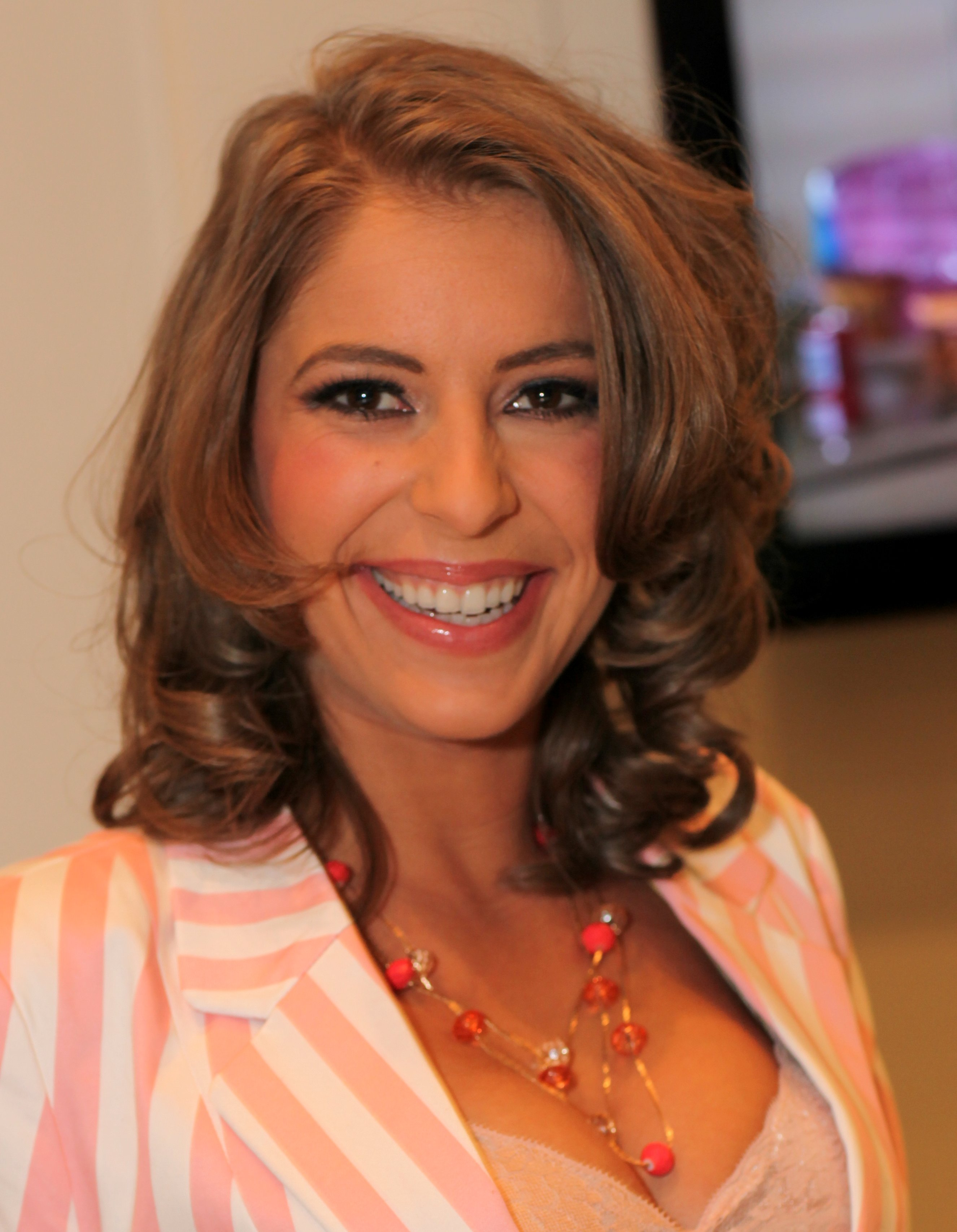
Hart bei der AVN Expo 2013

Presley Hart (* 1. Dezember 1988 in Norco, Kalifornien) ist eine US-amerikanische Pornodarstellerin.

## Leben
Hart drehte ihre erste Hardcore-Szene im Jahr 2011. Sie arbeitete bisher unter anderem für folgende Studios: Evil Angel, Brazzers, Jules Jordan Video, Naughty America, Wicked Pictures, Penthouse, Digital Playground, Zero Tolerance, Digital Sin und Elegant Angel. Neben ihren Szene in Filmen, die meist dem Lesbo- und Teen-Genre zuzuordnen sind, ist sie auch für ihre Darstellungen in Pornospielfilmen und -parodien wie etwa This Ain't Boardwalk Empire XXX oder This Ain't Duck Dynasty XXX bekannt.
Im März 2013 war Hart das Penthouse Pet of the Month.

## Auszeichnungen
- 2014: AVN Award – Unsung Starlet of the Year[2]

## Nominierungen
- 2013: AVN Award – Best Actress in Diary of Love: A XXX Romance
- 2015: AVN Award – Best All-Girl Group Sex Scene in School Of MILF

## Filmografie (Auswahl)
- 2012: Spandex Loads 5
- 2012: My Private Tutor
- 2012: Diary of Love
- 2012: Naughty Athletics 14
- 2012: Teens Like It Big 11
- 2013: Kissme Girl Explicit: Presley and Veruca
- 2013: Hard Bodies 2
- 2013: Lisa Ann's School of Milf 1
- 2013: The New Behind the Green Door
- 2013: Underworld
- 2013: Just in Beaver Fever
- 2013: Lesbians in Charge 2
- 2013: Lesbian Ghost Stories 1
- 2013: Father Figure 3
- 2013: If You Only Knew
- 2013: Hot Teen Next Door 10
- 2013: Young and Glamorous 4
- 2013–2014: Women Seeking Women 97, 106
- 2014: CFNM Secret 10
- 2014: I Have a Wife 29
- 2014: This Ain't Boardwalk Empire XXX
- 2014: This Ain't Duck Dynasty XXX
- 2015: My First Interracial 3